# Virgo-Superhaufen

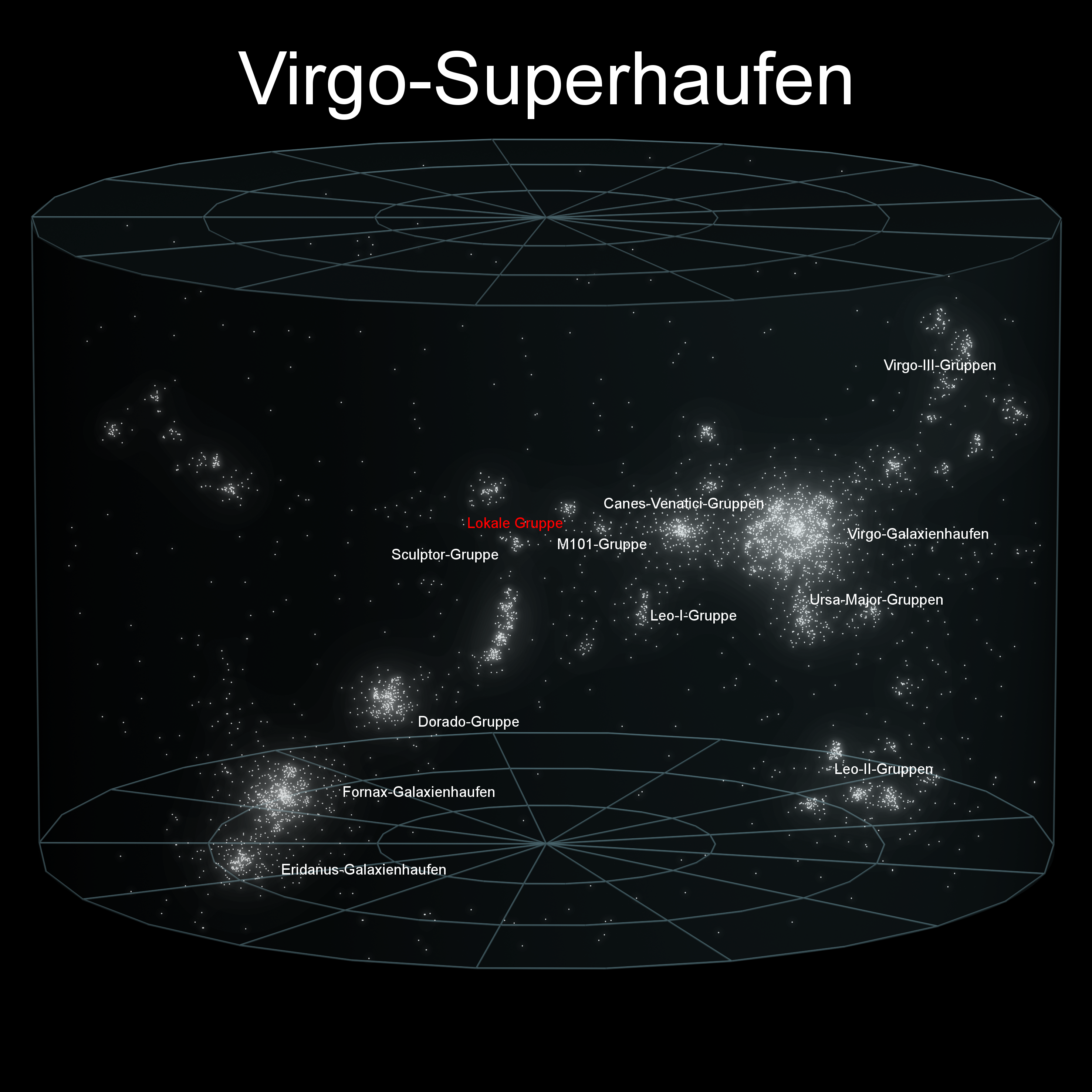
Der Virgo-Superhaufen und die Lage der Lokalen Gruppe in Relation zum zentralen Virgo-Haufen

Der Virgo-Superhaufen (auch Lokaler Superhaufen) ist ein Supergalaxienhaufen und selbst Teil des Laniakea-Superhaufens. Er enthält unter anderem die Lokale Gruppe, zu der auch das Milchstraßensystem gehört.

## Eigenschaften

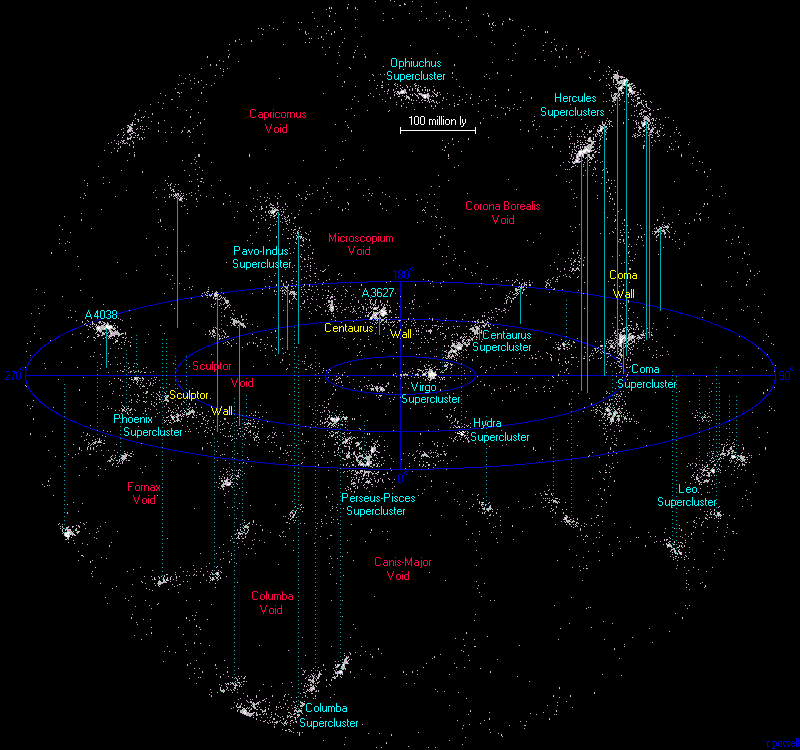
Die nähere Umgebung des Virgo-Superhaufens mit weiteren Superhaufen, Voids und Filamenten

Der Virgo-Superhaufen enthält etwa 100 bis 200 Galaxienhaufen. Sein gravitatives Zentrum ist der Virgo-Galaxienhaufen (ca. 2.000 Galaxien), nach dem er benannt ist. Weitere große Haufen im Virgo-Superhaufen sind der Fornax-Galaxienhaufen und der Eridanus-Galaxienhaufen. Die Lokale Gruppe und die benachbarten Galaxiengruppen wie beispielsweise die M81-Gruppe, die M83-Gruppe, oder die Sculptor-Gruppe befinden sich ungefähr mittig zwischen Fornax- und Virgo-Haufen. Der Virgo-Superhaufen hat einen Durchmesser von etwa 150 bis 200 Millionen Lichtjahren und die Form einer abgeflachten Scheibe.
Die Gesamtmasse des Virgo-Superhaufens wird auf über 1015 Sonnenmassen (etwa 2 · 1045 kg) geschätzt. Solche Schätzungen werden durch die Beobachtung gravitativer Effekte bei der Bewegung der einzelnen Galaxien ermöglicht. Da die Leuchtkraft des Virgo-Superhaufens für die ermittelte Masse zu niedrig ist, ist diese Abschätzung ein Hinweis auf die Existenz dunkler Materie. Sie macht vermutlich den größten Anteil der Masse des Virgo-Superhaufens aus.
Der Virgo-Superhaufen bewegt sich mit ca. 600 km/s in Richtung Hydra-Centaurus-Superhaufen, und – zusammen mit anderen Superhaufen – mit ähnlicher Geschwindigkeit zum erst 1990 entdeckten Großen Attraktor in 200 Mio. Lichtjahren Entfernung.

## Virgo Infall
Die Lokale Gruppe entfernt sich mit etwa 1.000 km/s vom zentralen Virgo-Galaxienhaufen. Bei einem Abstand von ca. 65 Mio. Lichtjahren ist diese Geschwindigkeit geringer, als nach dem Hubble-Gesetz zu erwarten wäre. In Relation zur allgemeinen Expansion des Universums bewegen sich die Milchstraße und die Lokale Gruppe daher auf den Virgo-Haufen zu. Dieses Phänomen trägt den englischen Namen Virgo Infall.

## Galaxienhaufen und Sternhaufen im Virgo-Superhaufen
| Name                                      | Entfernung von der Lokalen Gruppe (in Mio. Lichtjahre) |
| ----------------------------------------- | ------------------------------------------------------ |
| Lokale Gruppe                             | —                                                      |
| Maffei-Gruppe                             | 6–12                                                   |
| Sculptor-Gruppe                           | 10                                                     |
| M81-Gruppe                                | 10–11                                                  |
| M83-Gruppe (auch NGC-5128-Gruppe)         | 12–17                                                  |
| Canes-Venatici-I-Gruppe (auch M94-Gruppe) | 13–18 (M94)                                            |
| NGC-4631-Gruppe                           | 25                                                     |
| Leo-I-Gruppe                              | 35 (M96)                                               |
| Dorado-Gruppe                             | 48–60 (NGC 1553 / NGC 1566)                            |
| Fornax-Galaxienhaufen                     | 60                                                     |
| Virgo-Galaxienhaufen                      | 65                                                     |
| Leo-II-Gruppe                             | 70 (NGC 3607)                                          |
| Ursa-Major-Galaxienhaufen                 | 75                                                     |
| Virgo-III-Gruppe                          | 65–82 (NGC 5569 / NGC 5713)                            |
| Eridanus-Galaxienhaufen                   | 69–100 (NGC 1300 / NGC 1232)                           |